# Bundesstraße 469
Die Bundesstraße 469 (Abkürzung: B 469) ist eine deutsche Bundesstraße, die größtenteils durch den Freistaat Bayern verläuft. Der letzte Kilometer des nördlichen Abschnittes liegt in Hessen.

## Verlauf
Die Bundesstraße 469 ist die verkehrliche „Hauptschlagader“ des bayerischen Untermaingebietes und verbindet dieses auf kürzestem Weg mit Frankfurt und dem übrigen Ballungsraum Rhein-Main. Sie durchquert die Region „Bayerischer Untermain“ von Nord nach Süd und muss Verkehrsbelastungen von 15.000 bei Kleinheubach bis circa 45.000 Kraftfahrzeugen pro Tag auf Höhe Stockstadt am Main bewältigen. Sie dient als Anschluss an das überregionale Fernstraßennetz mit den Bundesautobahnen Frankfurt – Würzburg (A 3) und Aschaffenburg – Gießen (A 45).

### Gebietskörperschaften
- Bayern
  - Landkreis Miltenberg
    - Amorbach, Weilbach (Bayern), Miltenberg, Kleinheubach, Laudenbach (Unterfranken), Klingenberg am Main, Wörth am Main, Obernburg am Main, Großwallstadt, Niedernberg

  - Landkreis Aschaffenburg
    - Großostheim, Stockstadt am Main
- Hessen
  - Landkreis Offenbach
    - Mainhausen

### ÜberquerteGewässer
- Gersprenz, in Stockstadt am Main
- Welzbach, bei Großostheim
- Mümling, in Obernburg am Main
- Mutterbach, bei Wörth am Main
- Laudenbach, in Laudenbach
- Mud, in Weilbach

## Geschichte

### Ursprung
Seit der Antike orientieren sich die Hauptverkehrswege der Region am Verlauf des Maines. An seinem Westufer bauten bereits die Römer feste Straßen, die ihre Kastelle entlang des Limes miteinander verbanden. Gegen Ende des 18. Jh. errichtete das Kurfürstentum Mainz im westlichen Maintal eine Chaussee, die zwischen Seligenstadt, Stockstadt und Obernburg zumeist geradlinig verlief.

### Ausbau
Die B 469 wurde zwischen der Anschlussstelle Stockstadt-Mülldeponie und Trennfurt-Süd autobahnähnlich errichtet – teils in der Art einer Umgehungsstraße auf neuen Trassen, teils durch Ausbau der vorhandenen Chaussee. Die B 469 hat zwei getrennte Richtungsfahrbahnen mit jeweils zwei Fahrstreifen, hat kreuzungsfreie Anschlussstellen mit Beschleunigungs- und Verzögerungsspuren, hat aber mit Ausnahme des Raumes Obernburg keine Seitenstreifen. Der schnurgerade, etwa neun Kilometer lange Abschnitt zwischen Obernburg-Nord und Großostheim-Mitte wird im Volksmund als Langes Handtuch bezeichnet (Manchmal wird auch der komplette vierstreifige Abschnitt der B 469 als Langes Handtuch bezeichnet). Gemeint war ursprünglich jedoch der alte Streckenverlauf zwischen Obernburg und Seligenstadt, der sich heute nördlich von Großostheim-Mitte als Kreisstraße AB 16 anschließt.
Die südlich anschließenden zweibahnigen Abschnitte der B 469 sind im Jahre 1994 (Ortsumgehung Wörth) bzw. 1995 (Ortsumgehung Trennfurt) umgebaut worden. Bereits vor 1975 erfolgte der einbahnige Ausbau von Trennfurt bis Amorbach unter Umgehung sämtlicher Ortschaften.
Nach Freigabe des Lückenschlusses Obernburg – Wörth am 23. August 2007 ist im gesamten Streckenzug der B 469 mit weiter steigendem Verkehrsaufkommen zu rechnen.
Einerseits wird untersucht, ob durch Anbau eines dritten Fahrstreifens die Leistungsfähigkeit der B 469 südlich Trennfurts gesteigert werden könnte und auch über kreuzungsfreie Anschlussstellen wird nachgedacht. Andererseits zeigten Verkehrssimulationen im Jahr 2010, dass der politisch lange Zeit geforderte durchgängig vierspurige Ausbau die B 469 „zu attraktiv“ insbesondere für Schwerlastverkehr auf dem Weg Richtung Stuttgart machen würde. Durch hohes Verkehrsaufkommen staut sich manchmal die Verkehr südlich von Trennfurt, besonders während Berufsverkehr.

### Frühere Strecken und Bezeichnungen

Geplante Bundesautobahn 687

Früher verlief die B 469 über Wörth und Trennfurt, seit 1994/95 werden diese Orte autobahnähnlich umfahren. Es war ein weiterer Ausbau bis zum Knoten Miltenberg (St 2310-B 469) im Süden und eine Verlängerung als B 448 bis Offenbach geplant, wobei die Straße zwischen dem Tannenmühlkreisel (mit Bundesstraße 45, außerhalb Rodgau-Weiskirchen) und dem Knoten bei Offenbach-Bieber bereits gebaut wurde. Diese Pläne wurden allerdings fallengelassen. Die ausgebaute Strecke sollte zur A 687 umgewidmet werden. 
Warum dies nicht geschah, konnte auch das zuständige Staatliche Bauamt in Aschaffenburg nicht mehr ermitteln.

## Neubauplanungen

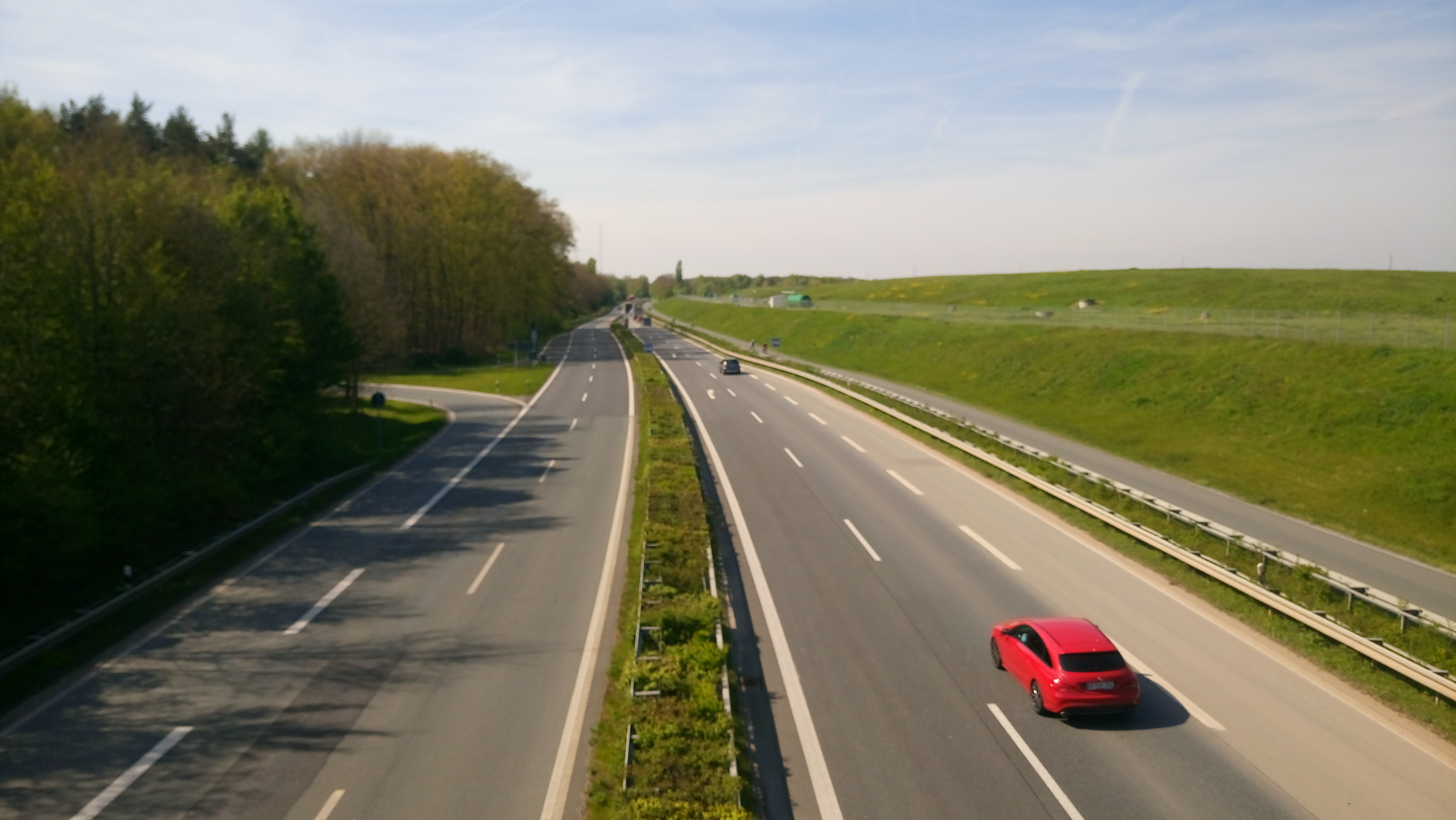
Ende der Ausbaustrecke bei Stockstadt

Im Verlauf der B 469 sind einige Neubauprojekte geplant.
Erneuerung ehemalige Bahnbrücke Großostheim
Seit 2016 wird die Brücke über die Trasse der ehemaligen Bachgaubahn mit Gesamtkosten von ca. 3,6 Mio. € erneuert. Sie wird verbreitert und ihre Tragkraft erhöht.
Sechsstreifiger Ausbau zwischen der A 3 und der Kreisstraße AB 16 und vierstreifiger Ausbau zwischen der A 3 und der A 45
In dem am 3. August 2016 vom Bundeskabinett beschlossenen Bundesverkehrswegeplan 2030 sind unter den Projektnummern B469-G020-BY und B469-G010-BY-HE eine 1,2 km lange Erweiterung auf sechs Fahrstreifen zwischen der A 3 und der AB 16 mit Gesamtkosten von 15,9 Mio. € sowie eine 2,4 km lange Erweiterung auf vier Fahrstreifen zwischen der A 3 und der A 45 mit Gesamtkosten von 11,6 Mio. € unter Vordringlicher Bedarf enthalten. Am 2. Dezember 2016 hat der Bundestag das Fernstraßenausbaugesetz dem Bundesverkehrswegeplan entsprechend geändert.
Ortsumfahrung Kleinwallstadt mit Neubau einer Mainbrücke südlich Kleinwallstadt
Brücke über die B 469, den Main sowie die DB-Strecke Aschaffenburg-Miltenberg. Die B 469 erhält eine Rampe hoch zur neuen Brücke. Die Anbindung an das vorhandene Straßennetz erfolgt westlich (Mil 38) und östlich (St2309 alt) jeweils mit einem Kreisverkehr. Das westliche Bauende grenzt unmittelbar an die bestehende Anschlussstelle Obernburg-Nord. Die Länge der Baumaßnahme beträgt ca. 1,9 km; die Gesamtkosten betragen ca. 15 Mio. Euro. Die Maßnahme ist im 7. Ausbauplan für die Staatsstraßen in Bayern in der Dringlichkeitsstufe 1R enthalten. Am 4. Dezember 2019 wurde die Planfeststellung beschlossen.
Erneuerung zwischen AS Stockstadt und AS Obernburg Nord mit Umbau der Anschlussstellen Großostheim und Großwallstadt
Auf einer Gesamtausbaulänge von 15,6 km soll die B 469 mit geschätzten Kosten von 50 Mio. € ertüchtigt werden.
Das Projekt befindet sich im Stadium der Voruntersuchung.
Umbau des Knotens B 469 / Kr Mil 6 in Weilbach zu einem Kreisverkehrsplatz
Im Bau.
Umbau des Knotens B 469 / Kr Mil 3 in Laudenbach-Süd zu einem Kreisverkehrsplatz mit Underfly
Es laufen Voruntersuchungen.
Überholspur zwischen Trennfurt und Miltenberg
Wechselseitige Überholspuren zwischen Trennfurt und Miltenberg sollen die Unfallgefahr durch den in diesem Bereich großen Überholdruck minimieren. Für die hierfür benötigte dritte Fahrspur wird mit 14 Millionen Euro geplant.
Standstreifen zwischen Obernburg und Stockstadt
Aus Sicherheitsgründen sollen zwischen Obernburg und Stockstadt Standstreifen realisiert werden. Durch den rund 55 Millionen Euro teuren Ausbau ergibt sich auch die Möglichkeit, die bisher bestehende Tempobegrenzung auf 120 km/h wieder teilweise zurückzunehmen.

## Tourismus

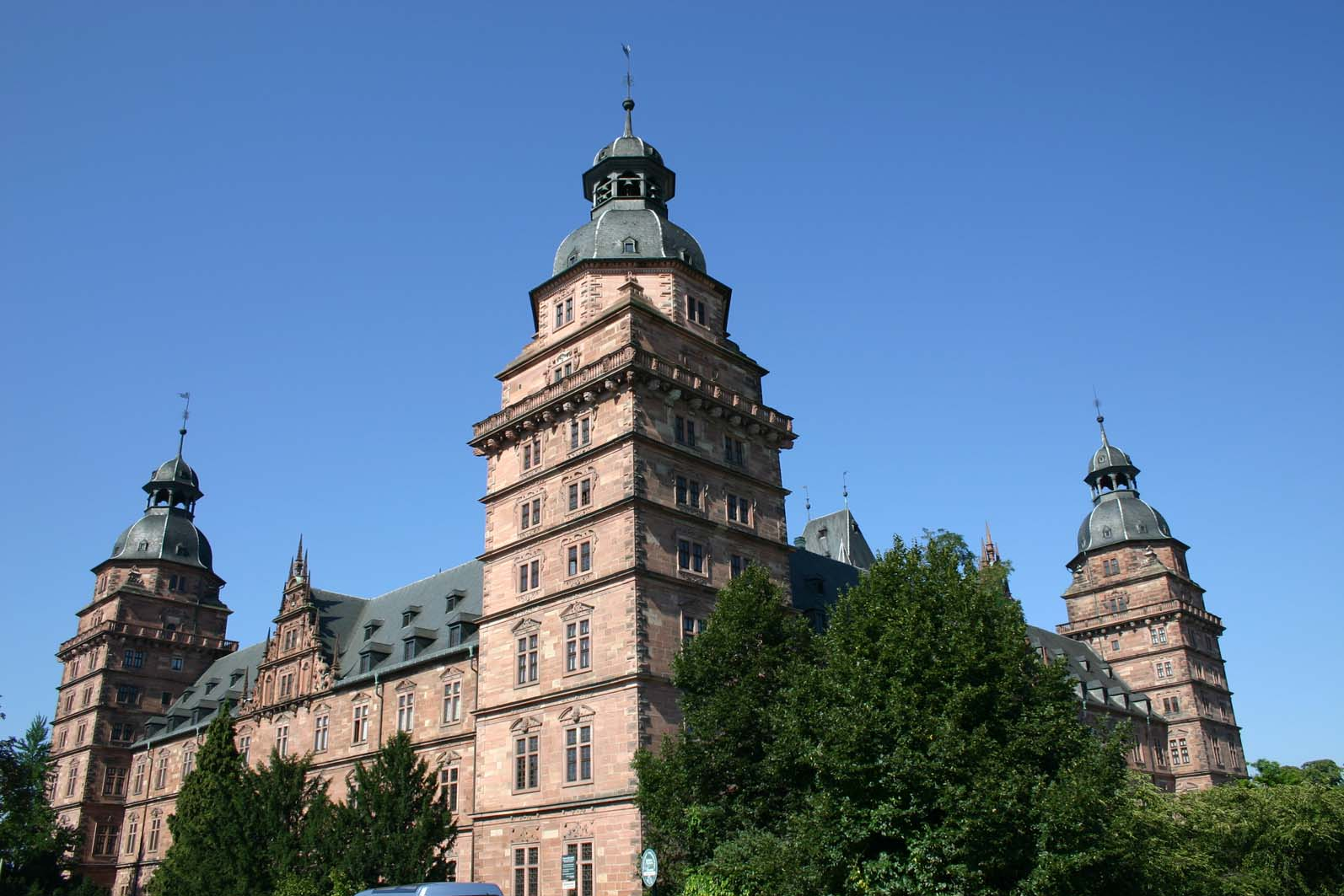
Schloss Johannisburg in Aschaffenburg

### Ferienstraßen
Auf ihrer gesamten Länge zwischen Amorbach und Mainhausen wird die B 469 von der Deutschen Limes-Straße begleitet.
Auch die Bocksbeutelstraße folgt ihr von Miltenberg bis Großostheim.
Zwischen Amorbach und Kleinheubach entspricht die B 469  der Nibelungenstraße
und in Obernburg kreuzt die Deutsche Ferienroute Alpen–Ostsee.

### Sehenswürdigkeiten

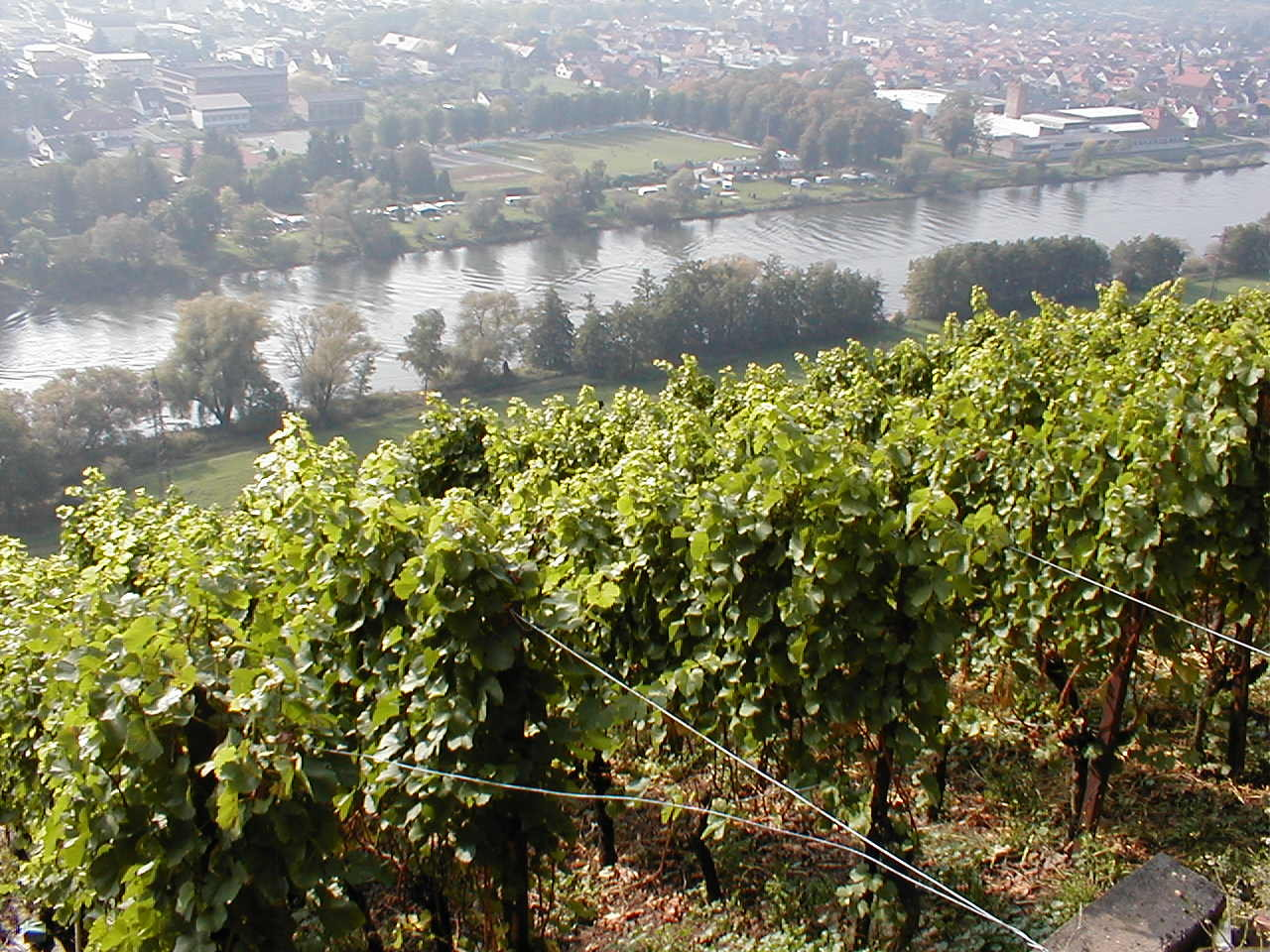
Weinstöcke im Maintal

Schloss Johannisburg, Pompejanum, Park und Schloss Schönbusch, Stiftsbasilika St. Peter und Alexander und die Aschaffenburger Altstadt, das Wasserschloss in Mespelbrunn

### Landschaftlich reizvolle Strecken
Die B 469 führt von Amorbach nordwärts und folgt dem Maintal über Wörth am Main, Obernburg am Main, Großostheim bis zur Anschlussstelle 46 Mainhausen der A 45 bei Aschaffenburg. Sie verläuft dabei durch ein Gebiet, dessen große landschaftliche Vielfalt durch die waldreichen Hügel des Odenwalds (westlich) und des Spessarts im Osten und tief einschneidende Fluss- und Bachtäler geprägt ist. Städte und Dörfer mit ihren vielfach historisch gewachsenen Ortsbildern und eine Vielzahl von Burgen, Kirchen und Schlössern geben entlang der Strecke Zeugnis einer bis zu 2000-jährigen kulturellen Vergangenheit.